# Elena (opera)
Elena è un'opera del compositore italiano Francesco Cavalli su libretto del bergamasco Niccolò Minato, ma invenzione e tessitura del veneziano Giovanni Faustini, composta nel 1659.
È infatti una delle dieci opere che Cavalli compose collaborando con il librettista Giovanni Faustini, che però morì nel 1651 senza poterla ultimare. Niccolò Minato riprese la bozza del libretto di Faustini e lo completò. 
Elena è un'opera ricca di metamorfosi, in cui i lazzi si uniscono ai lamenti generando una grande forza espressiva.

## Trama
Di Elena, donna di rara bellezza, celebre per l'incendio di Troia, sono innamorati il principe greco Menelao (nipote del re di Creta Atreo) e Teseo, re di Atene.
Menelao, per avvicinarsi a Elena, si veste da donna per introdursi a servirla fingendosi un'amazzone. Un giorno Peritoo, vedendolo in abiti femminili lottare con Elena e credendolo perciò una donna, se ne innamora.
Teseo rapisce Elena, poiché aveva fatto giuramento di non sposarsi se non che con una figlia di Giove – ed Elena aveva fama di essere stata generata da Giove sotto le spoglie di cigno. Egli per rapire Elena abbandona Ippolita, sua prigioniera ricevuta in dono da Ercole e innamorata di Teseo, che quando va a cercarlo scopre che lui ha rapito Elena e rimane quindi sdegnata e combattuta nell'amore.
Elena verrà liberata dai suoi fratelli, Castore e Polluce; l'affetto di Ippolita colpisce Teseo, che decide di sposarla; Menelao, scopertosi, si sposa con Elena.

## Rappresentazioni
Rappresentato nel Teatro San Cassiano di Venezia il 26 dicembre 1659 e a Palermo nel 1661, sempre riscuotendo successo; ciononostante l'opera non fu più rappresentata fino al 21º secolo.

## DVD
- 2013 – Leonardo García Alarcón, Cappella Mediterranea, Jean-Yves Ruf. Emőke Baráth (Elena, Venere), Valer Barna-Sabadus (Menelao), Fernando Guimarães (Teseo), Solenn’ Lavanant Linke (Ippolita, Pallade), Rodrigo Ferreira (Peritoo), Emiliano Gonzalez Toro (Iro), Anna Reinhold (Menesteo, La Pace), Scott Conner (Tindaro, Nettuno), Mariana Flores (Erginda, Giunone, Castore), Majdouline Zerari (Eurite, La Verità), Brendan Touhy (Diomede, Creonte), Christopher Lowrey (Euripilo, La Discordia, Polluce), Job Tomé (Antiloco). Opera rappresentata e filmata presso il Théâtre du Jeu de Paume in occasione del Festival d'Aix-en-Provence. Ricercar (2 DVDs).[5]